# Schlammtopf

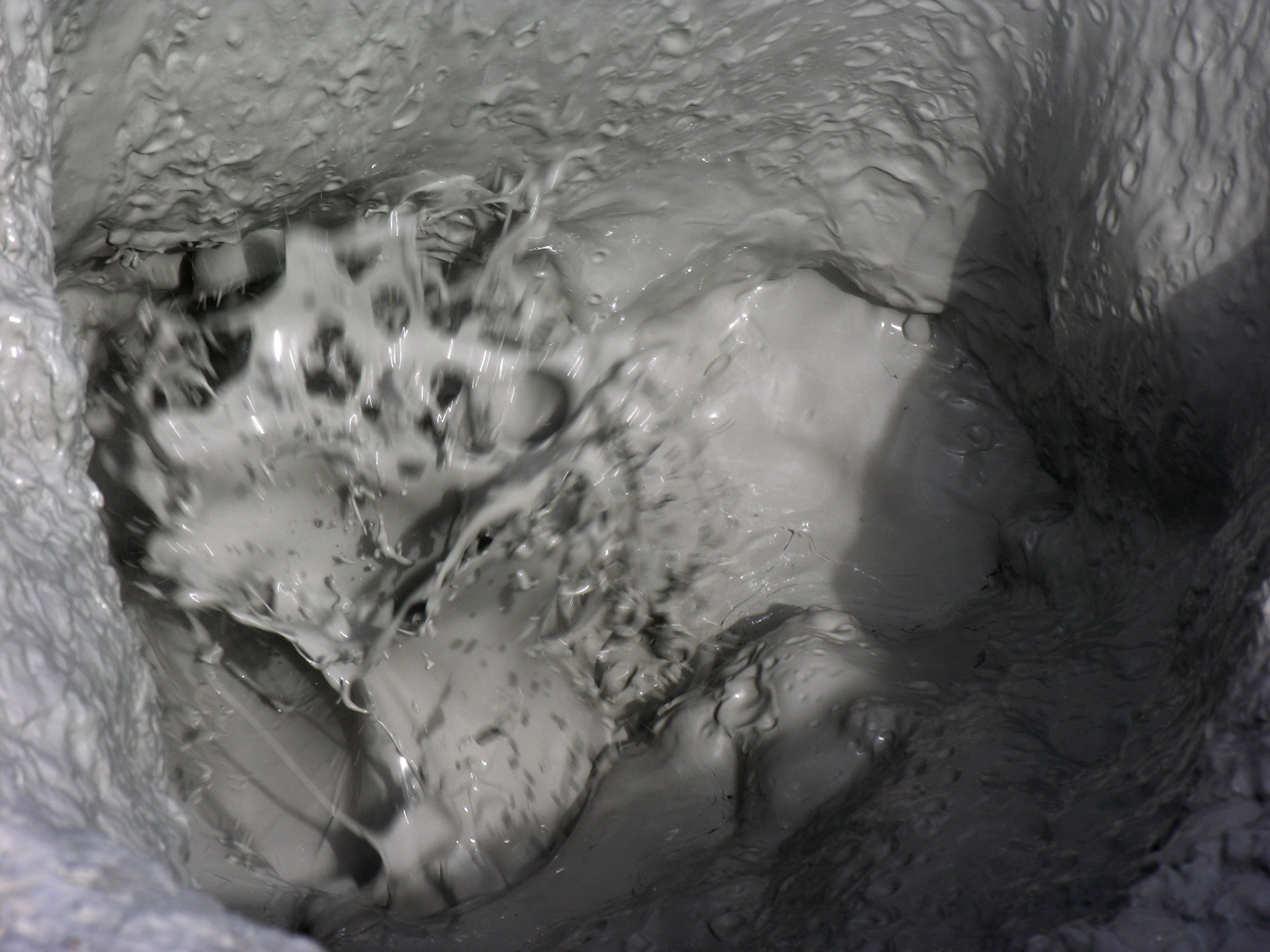
Schlammtopf am Hengill in Island

Ein Schlammtopf (auch Schlammsprudel, englisch mud pot) ist eine heiße Quelle, die sich in geothermal aktiven Gebieten bei schwachem Grundwasserzufluss bildet.

## Funktionsweise
Grundwasser speist die Quelle; ein großer Teil davon verdampft, das restliche Wasser steigt zusammen mit überhitztem Wasserdampf und vulkanischen Gasen an einer Stelle zur Oberfläche auf, wo der Boden reich an vulkanischer Asche, Ton oder anderen feinen Partikeln ist, die sich mit Wasser zu Schlamm vermischen.
Der Schlamm nimmt die Gestalt einer zähflüssigen, durch den Wasserdampf häufig blubbernd kochenden Suspension an.

## Verhältnis zu den Fumarolen
Schlammtöpfe stellen somit eine besondere Erscheinungsform der Fumarolen dar und sind Anzeichen für eine geringe vulkanische Tätigkeit. Diese kann abnehmend sein, sie kann aber auch, falls sich ein neues Gebiet mit solchen Schlammtöpfen bildet oder ein altes, vorher ausgetrocknetes wieder belebt wird, für das Gegenteil, nämlich für zunehmende vulkanische Aktivität stehen (vgl. z. B. Hveragerði in Island).
Die Exhalationen von einfachen Fumarolen enthalten im Vergleich zu denen von Schlammtöpfen geringere Mengen an Wasserdampf, es kommt daher nicht zur Bildung von Schlamm.

## Farbgebung und Zusammensetzung
Der Vulkanschlamm ist im Allgemeinen von weißer bis grauer Färbung (Schwefelverbindungen), mitunter treten durch Beimengungen von Eisen auch rote oder rosa gefärbte Anteile auf. Quellen mit solchen bunten Farben werden auch paint pots (Farbtöpfe) genannt. Der Schlamm kann unter bestimmten Bedingungen einen vulkanförmigen Kegel von gewöhnlich nicht mehr als ein bis zwei Meter Höhe bilden.

## Beispiele
In den geothermal aktiven Gebieten des Yellowstone-Nationalparks im Norden der USA oder im Gebiet des Sees Mývatn in Island finden sich bemerkenswerte Beispiele für Schlammtöpfe.

## Schlammvulkane
Eine verwandte geologische Erscheinung stellen die Schlammvulkane dar.

## Fotos

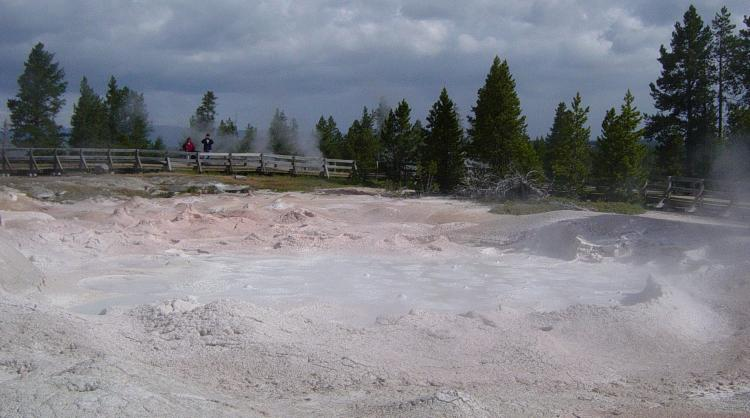
Paint-Pots im Yellowstone-Nationalpark
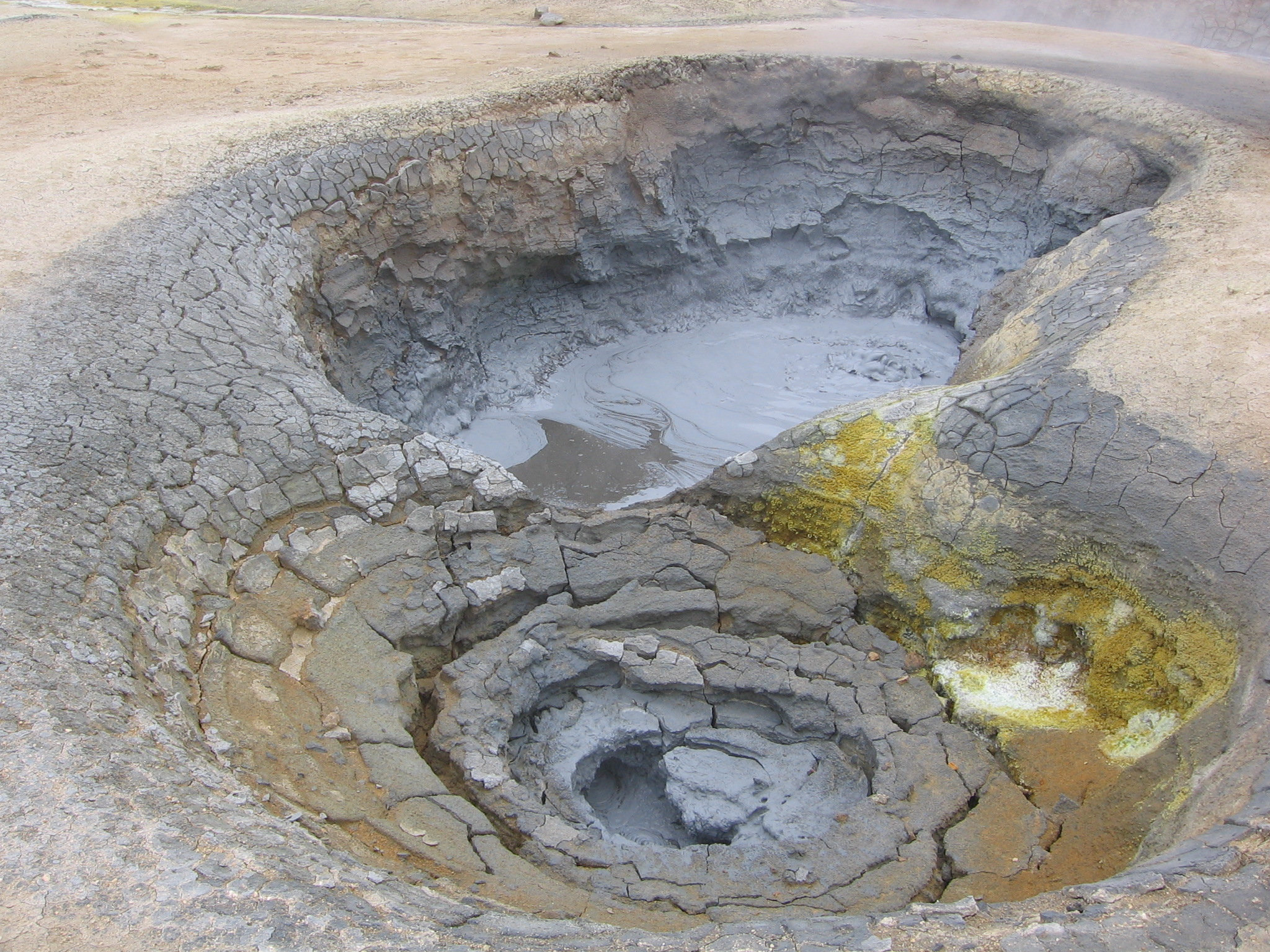
Ein Schlammtopf im Kraflagebiet in Island
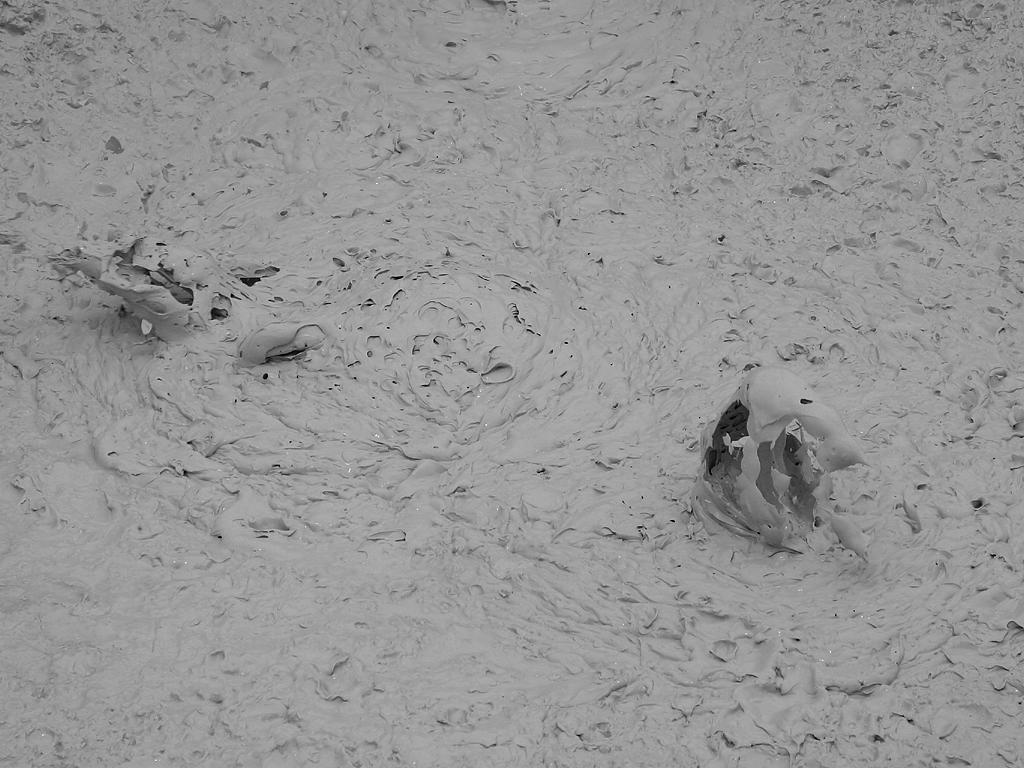
Blick in einen Schlammtopf im Yellowstone-Nationalpark
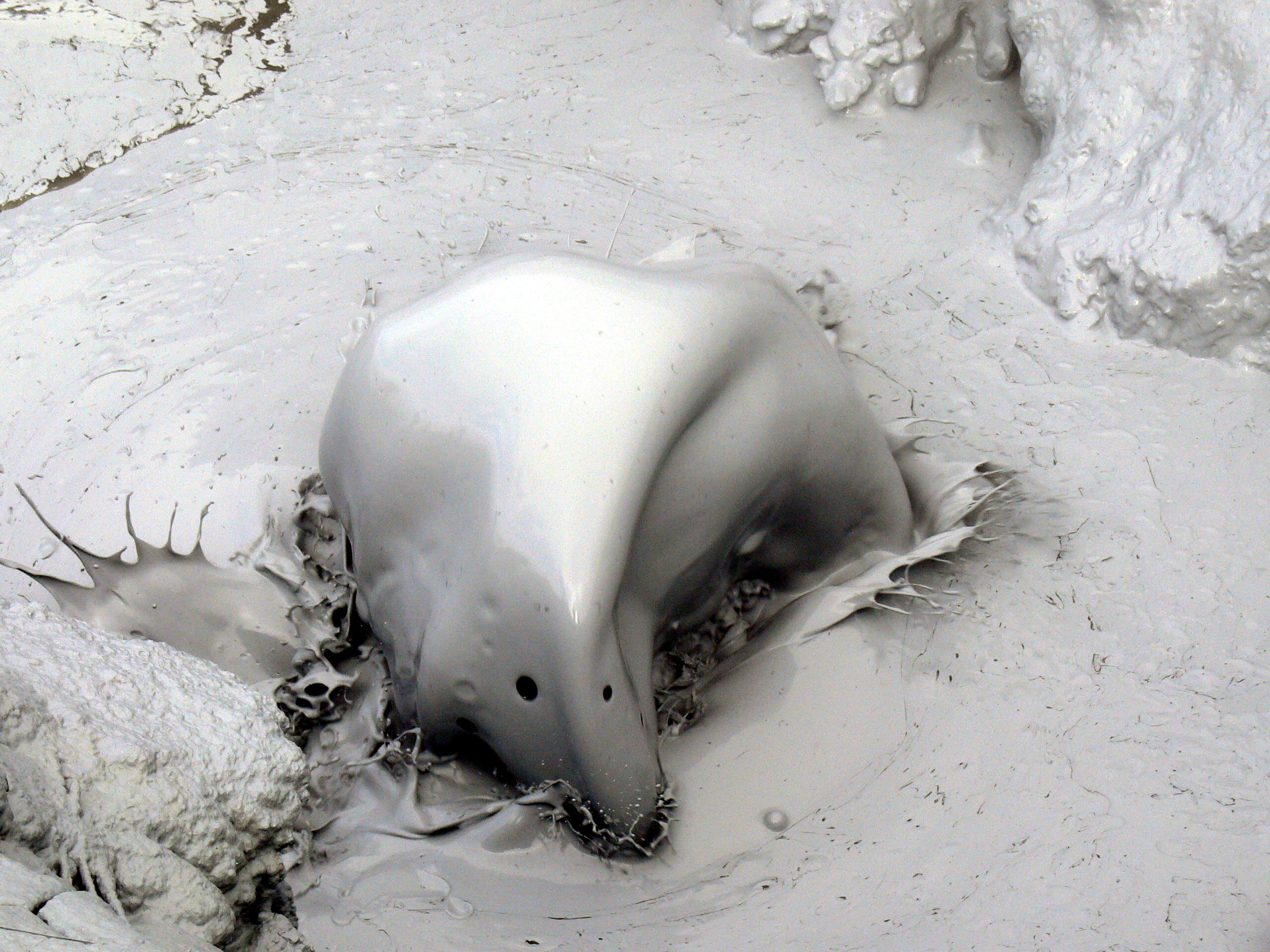
Kochender Schlamm am Námafjall, Island
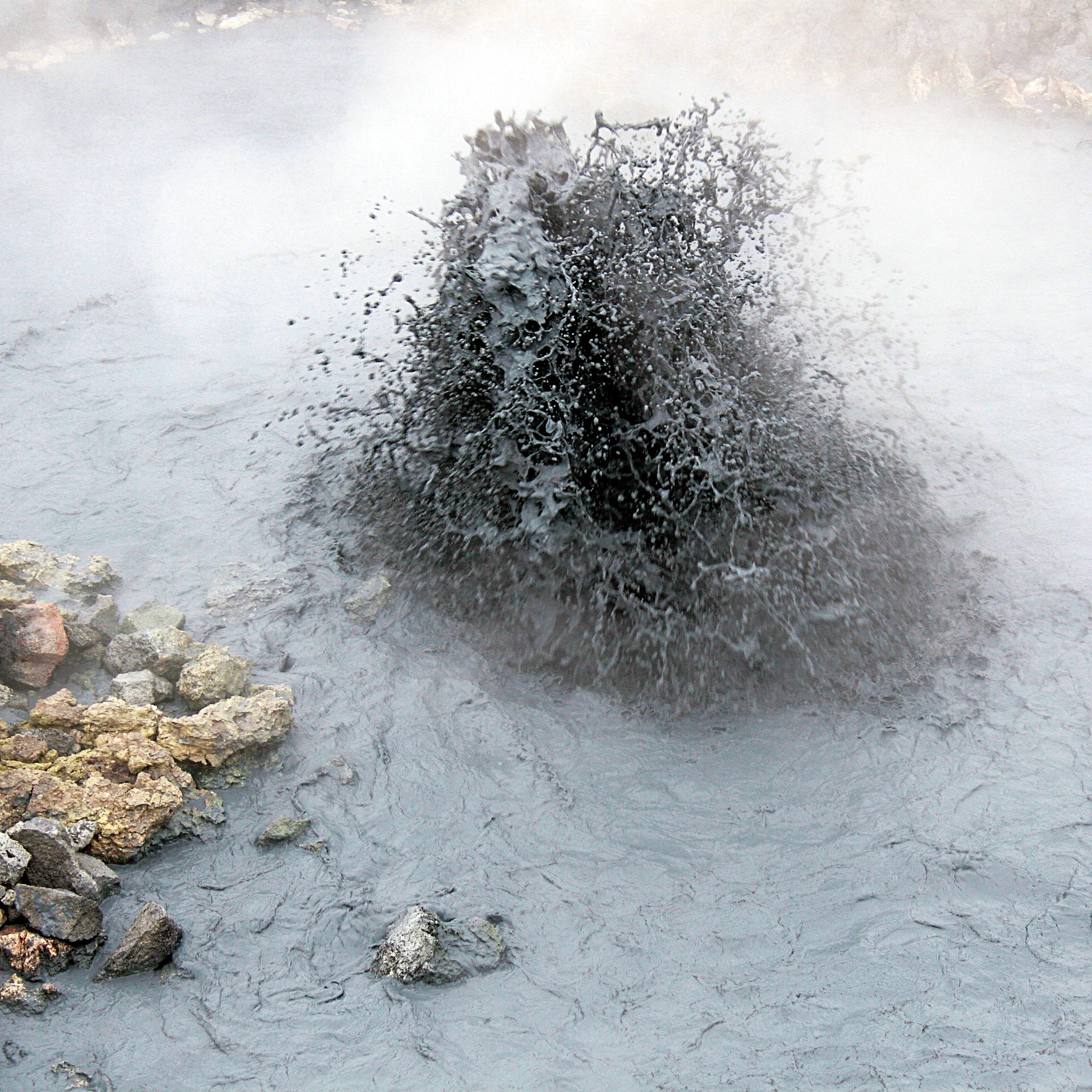
Schlammsprudel am Námaskarð, Island
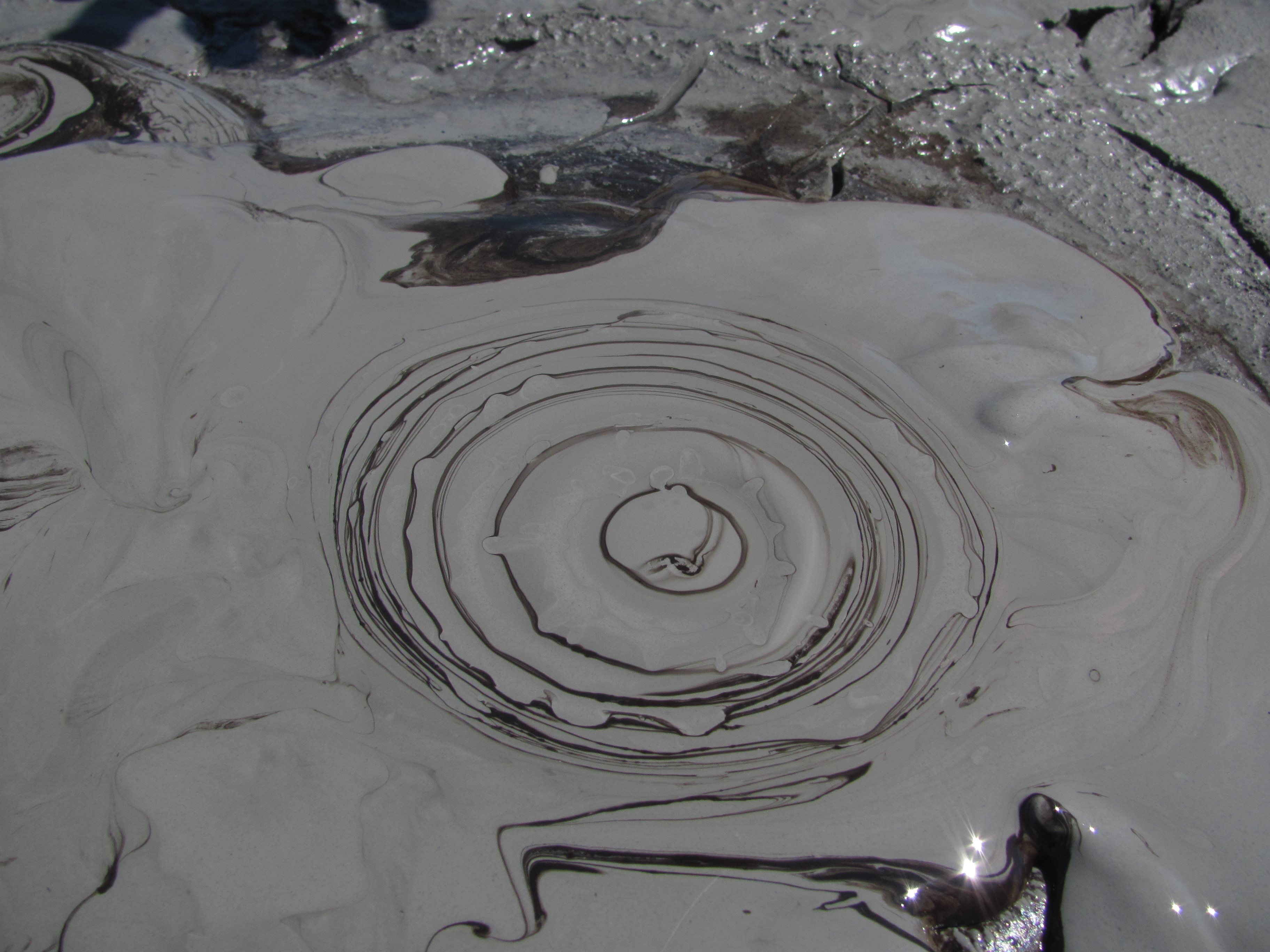
Schlammtopf auf Sachalin
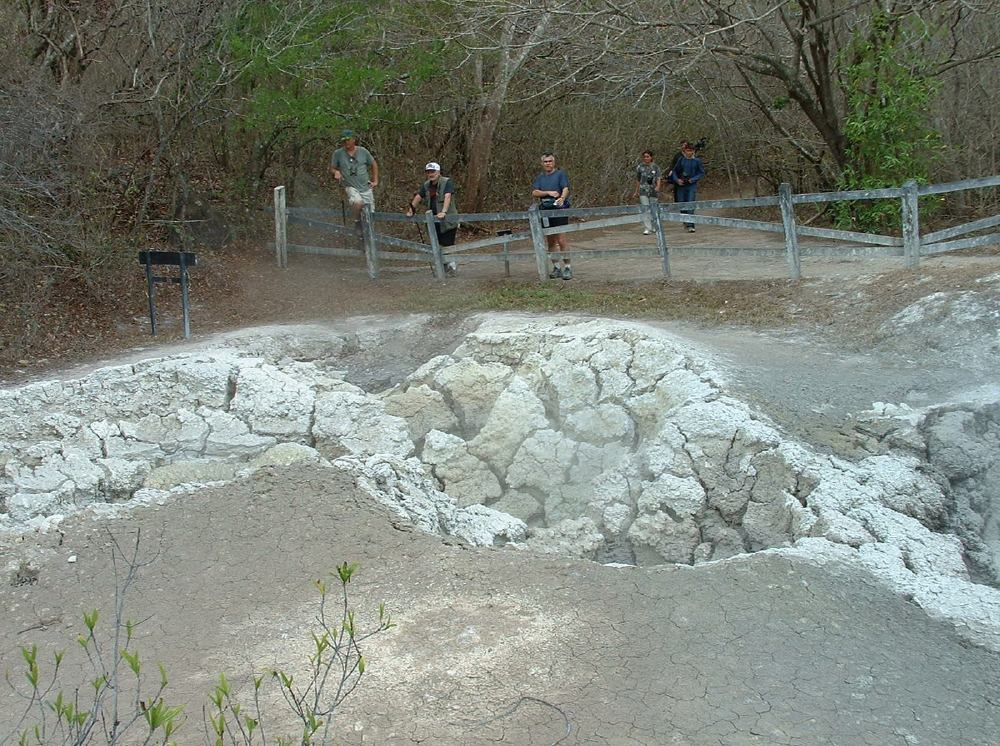
Im Nationalpark Rincón de la Vieja in Costa Rica